# Oudezeele
Oudezeele – miejscowość i gmina we Francji, w regionie Hauts-de-France, w departamencie Nord.
Według danych na rok 1990 gminę zamieszkiwały 492 osoby, a gęstość zaludnienia wynosiła 53 osób/km² (wśród 1549 gmin regionu Nord-Pas-de-Calais Oudezeele plasuje się na 790. miejscu pod względem liczby ludności, natomiast pod względem powierzchni na miejscu 368.).